# Rue Notre-Dame-de-Bonne-Nouvelle
La rue Notre-Dame-de-Bonne-Nouvelle est une voie du 2e arrondissement de Paris, en France.

## Situation et accès
La rue Notre-Dame-de-Bonne-Nouvelle est une voie publique située dans le 2e arrondissement de Paris. Elle débute au 19, rue Beauregard et se termine au 21, boulevard de Bonne-Nouvelle.

## Origine du nom
Cette voie doit son nom au voisinage de l'église Notre-Dame-de-Bonne-Nouvelle.

## Historique
Elle fut bâtie vers 1630, ainsi que toutes les rues du quartier « dit de la Ville-Neuve », qui avaient été rasées vers 1593, pour y construire des fortifications du temps de la Ligue et du siège de Paris par Henri IV.

## Bâtiments remarquables et lieux de mémoire
- Cette rue a servi de lieu de tournage au film de Louis Malle, Zazie dans le métro.
- À la place de l'actuelle supérette (au no 9), se trouvait l'appartement de Gabriel et le café de Turandot, où Zazie résidait lors de son séjour parisien.
- Église Notre-Dame-de-Bonne-Nouvelle.

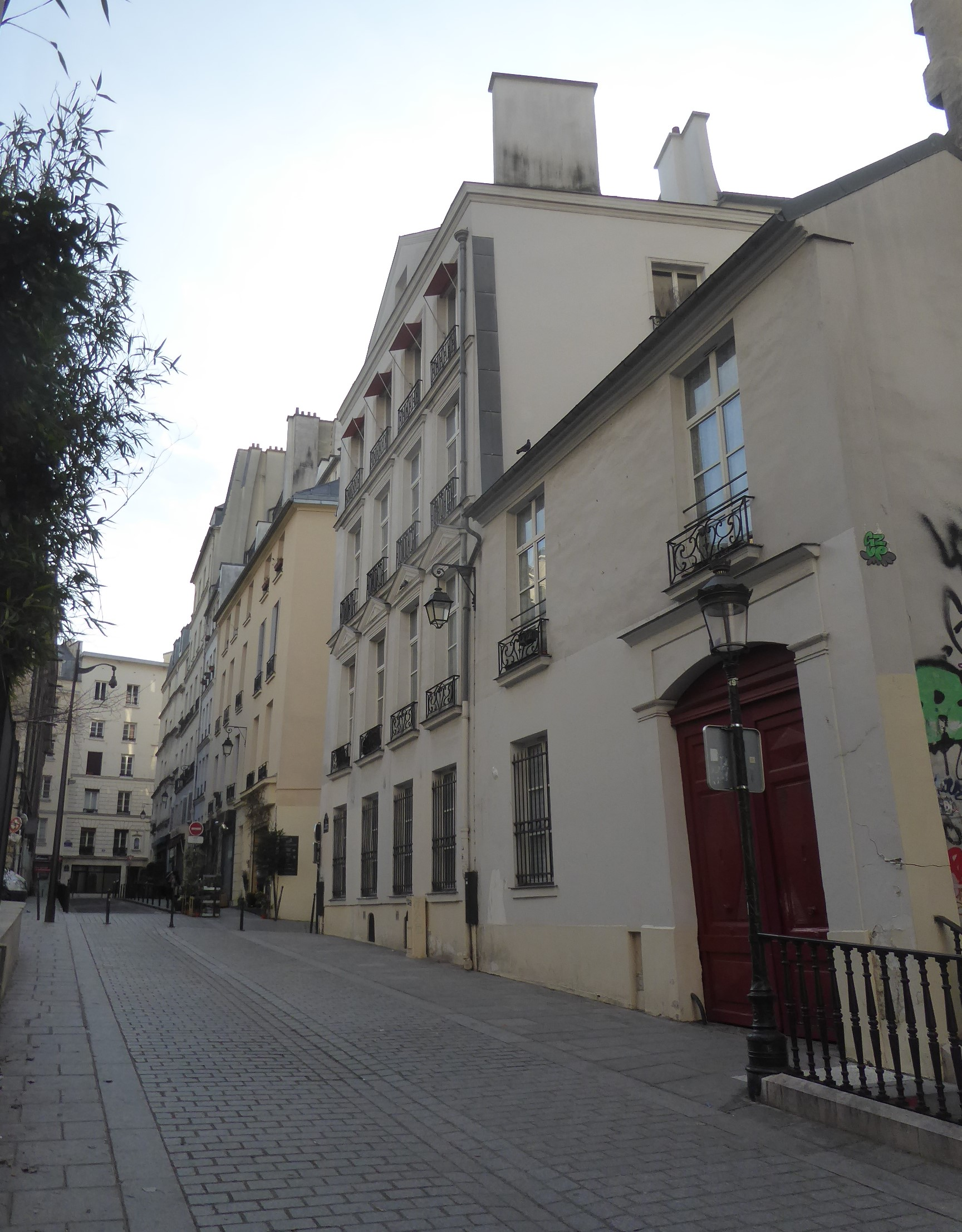
Vers la rue de la Lune.
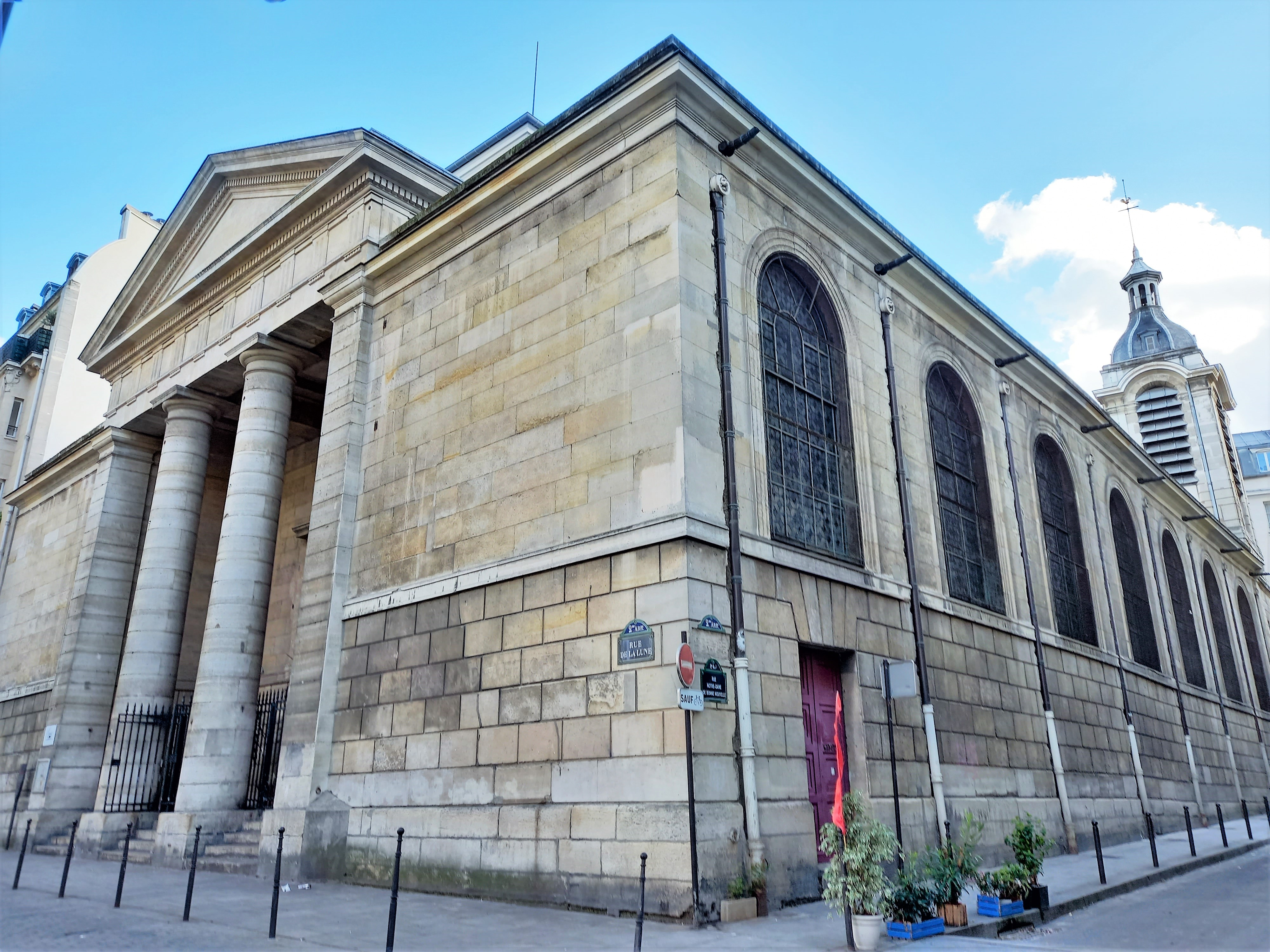
L'église Notre-Dame-de-Bonne-Nouvelle.
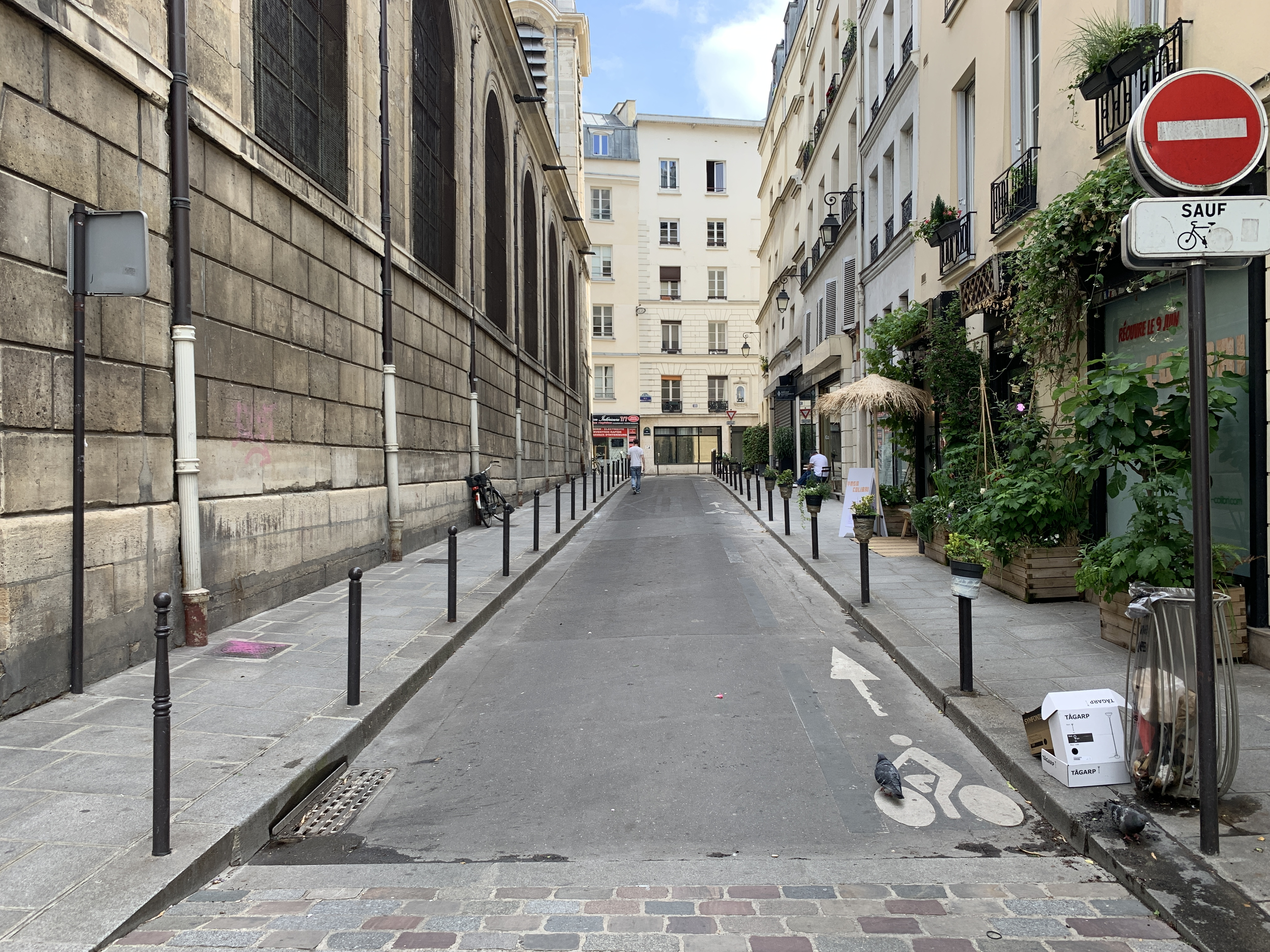
Vers la rue Beauregard.

## Pour approfondir